# 新宮南インターチェンジ
新宮南インターチェンジ（しんぐうみなみインターチェンジ）は、和歌山県新宮市にある那智勝浦新宮道路のインターチェンジである。
近畿自動車道紀勢線に並行する国道42号の自動車専用道路として整備された。

## 歴史
- 2008年（平成20年）3月30日 : 新宮市三輪崎 - 那智勝浦IC間開通に伴い供用開始[1]。

## 周辺
- 和歌山県立新翔高等学校
- 新宮市立医療センター
- 紀伊佐野駅（JR西日本 紀勢本線）
- スーパーセンターオークワ南紀店
- 新宮港

## 接続する道路
- 市道から国道42号に接続

## 料金所
無料区間のため設置されていない。

## 隣
E42 那智勝浦新宮道路
（熊野方面） - 新宮市三輪崎（高森交差点） - 新宮IC（事業中・熊野尾鷲道路方面） - 新宮南IC - 那智勝浦IC